# Гаролд Брюстер
Гаролд Брюстер (англ. Harold Brewster, 2 травня 1903 — 3 вересня 1994) — американський хокеїст на траві.
Бронзовий призер Олімпійських Ігор 1932 року.